# Maria Eleonora I Boncompagni
Maria Eleonora I Boncompagni (Isola di Liri, 10 d'abril de 1686 - Roma, 5 de gener de 1745) fou filla de Gregori I Boncompagni i d'Hipòlita I Ludovisi i va heretar de la seva mare el principat de Piombino, el principat de Venosa, marquesat de Populonia, el comtat de Conta i nombroses senyories entre elles les illes de Montecristo, Elba i Pianosa.
Es va casar el 29 de març de 1702 amb el seu oncle Antoni I Boncompagni-Ludovisi (germà del seu pare), segon hereu del seu pare després de la línia de fills, i van assolir el poder conjuntament el 1624 a la mort de Hipòlita I Ludovisi.
Gregori I tenia 12 germans, però alguns havien mort i altres no el podien succeir per raó del seu estat religiós i com que la primera hereva era una dona calia a més que fos mascle per casar amb l'hereva (Eleonora morta el 1695, Francesco el 1690, Jumara el 1716 però monja, Constança el 1718 però monja, Agnese el 1648, Giulia el 1715 però monja, Giovanna el 1688, Anna l'abril de 1707 però monja, Giacomo el 1731 però arquebisbe de Bolonya des del 1690, cardenal el 1695, i cardenal bisbe d'Albano el 1724; Antonia el 1720 però monja, Antoni I Boncompagni-Ludovisi que el va succeir al casar amb Maria Eleonora, i Filippo 1679).
Van tenir quatre fills: Maria Olímpia (1703 -1705), Niccolo (1704-1709), Francesca Cecilia (1705-1775, casada amb Francesco Maria Carafa príncep de Belvedere), i Gaieta I Boncompagni-Ludovisi, que la va succeir.